# Moholt

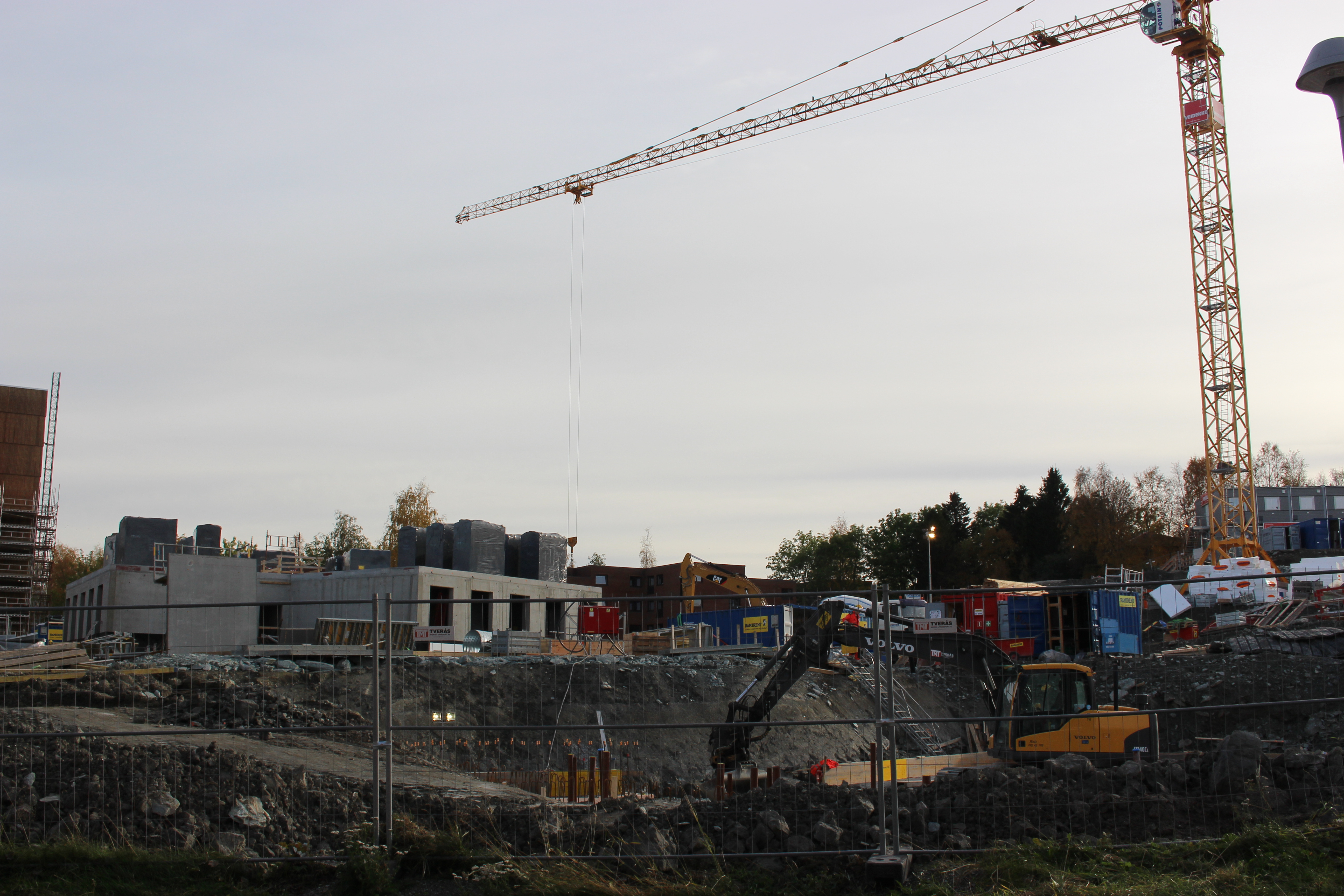
Erweiterungsarbeiten im Studentendorf (2015)

Moholt ist ein Stadtteil von Trondheim, Norwegen. Er liegt südlich von Tyholt und nördlich von Loholt sowie nordwestlich der Europastraße 6. Er ist vor allem ein Wohngebiet.

## Studentendorf
Das Studentendorf Moholt Studentby liegt in dem Gebiet und beherbergt über 1300 WG-Zimmer und 300 Familienapartments. Es stammt aus den 1960er Jahren. Zurzeit (Stand: Oktober 2015) wird es erweitert. Neben weiteren Wohneinheiten kommen ein Kindergarten und ein Freizeitzentrum hinzu.